# شيرلى روس
شيرلى روس (بالإنجليزية: Shirley Ross)‏ هي عازفة الجاز ومغنية ومقدمة برامج إذاعية وممثلة أمريكية، ولدت في 7 يناير 1913 بأوماها في الولايات المتحدة، وتوفيت في 9 مارس 1975 بمينلو بارك في الولايات المتحدة بسبب سرطان.

## أعمال

### أفلام
- (1937) زواج وايكيكي

## وصلات خارجية
- شيرلى روس على موقع IMDb (الإنجليزية)
- شيرلى روس على موقع ميوزك برينز (الإنجليزية)
- شيرلى روس على موقع قاعدة بيانات برودواي على الإنترنت (الإنجليزية)
- شيرلى روس على موقع ديسكوغز (الإنجليزية)
- شيرلى روس على موقع قاعدة بيانات الفيلم (الإنجليزية)